# Ancylometes concolor
Ancylometes concolor là một loài nhện trong họ Ctenidae.
Loài này thuộc chi Ancylometes. Ancylometes concolor được Josef Anton Maximilian Perty miêu tả năm 1833.